# Toniak żeberkowany
Toniak żeberkowany (Acilius sulcatus) – gatunek chrząszcza z rodziny pływakowatych. Zamieszkuje większą część krainy palearktycznej.

## Taksonomia
Gatunek ten opisany został po raz pierwszy w 1758 roku przez Karola Linneusza pod nazwą Dytiscus sulcatus. Do rodzaju Acilius przeniósł go w 1817 roku William Elford Leach.

## Morfologia

### Owad dorosły

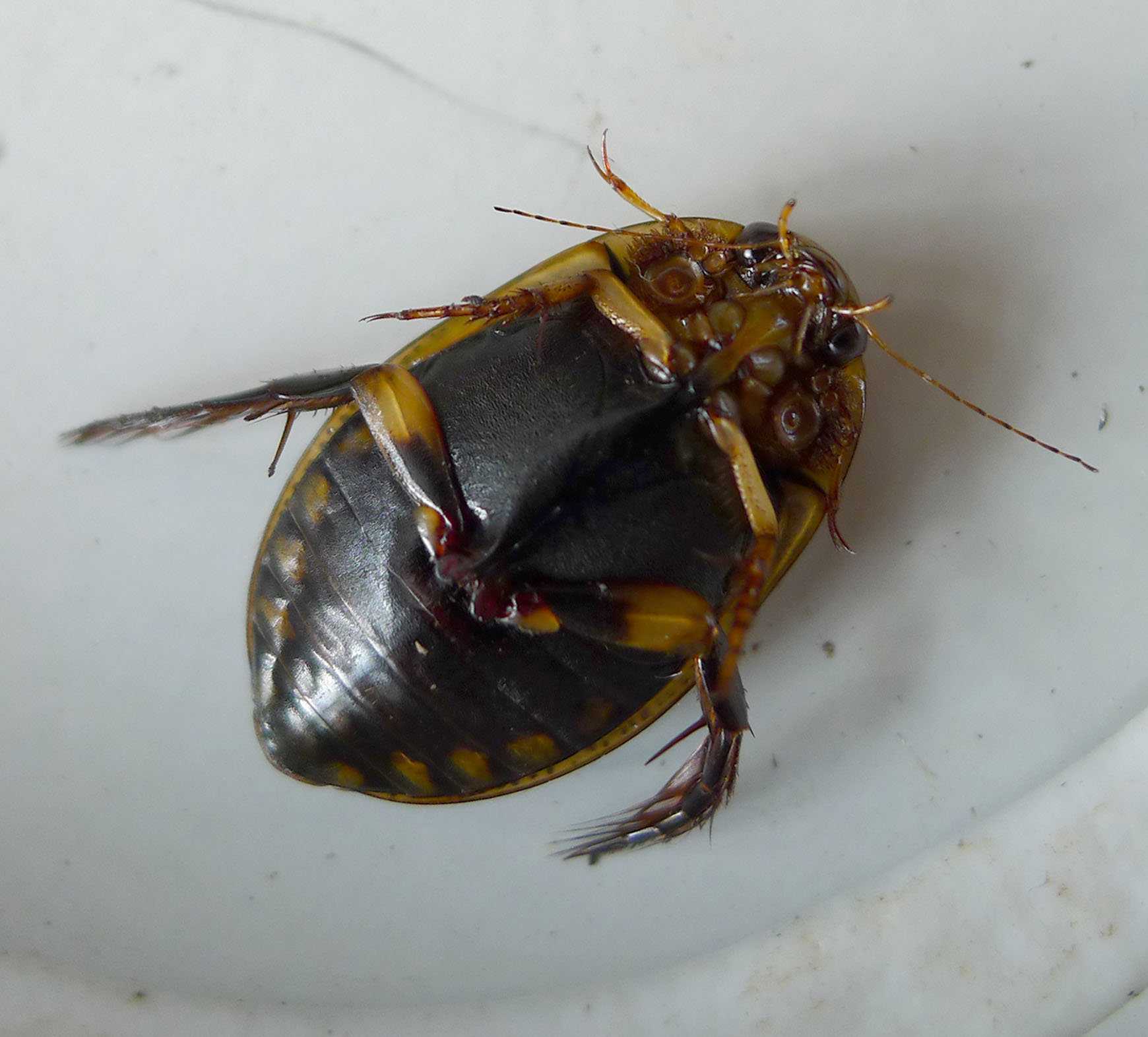
Imago, widok od spodu

Chrząszcz o płaskim, w zarysie jajowatym ciele długości od 15 do 18 mm. Głowa jest żółtawa z rozległym czarnym wzorem, przy czym barwa żółta tworzy m.in. charakterystyczny V-kształtny znak za nadustkiem. Przedplecze jest żółte do żółtobrunatnego z czarnym pasami biegnącymi wzdłuż wszystkich krawędzi i tworzącymi trapez. U samic na przedpleczu występują dwie kępy włosków, których brak u toniaka bruzdkowanego. Pokrywy mają barwę żółtą do żółtobrunatnej z obfitym, drobnym i miejscami zlewającym się plamkowaniem koloru czerwnobrunatnego do czarnego. U samic pokrywy mają żeberka i głębokie, owłosione bruzdy, u samców są one zaś gładkie i bezwłose. Na powierzchni pokryw występują punkty dwóch różnych wielkości, a pomiędzy nimi siateczkowanie. Podgięcia pokryw są wklęśnięte. Cały spód ciała jest czarnego koloru. Przedpiersie ma krótki i szeroko zaokrąglony wyrostek międzybiodrowy. Odnóża wykazują silny dymorfizm płciowy. U samców odnóża przednie mają stopy z jedną dużą, dwiema średnimi i 260–275 drobnymi przyssawkami, a odnóża środkowe mają na stopach około 16 drobnych przyssawek. U samic stopy te są nierozszerzone i pozbawione przyssawek. Odnóża tylnej pary są wiosłowate i mają na krawędziach tylnych członów stóp od pierwszego do czwartego szereg złotożółtych szczecin pławnych. W przeciwieństwie do toniaka bruzdkowanego tylna para ud ma przyciemnione nasady.

### Larwa

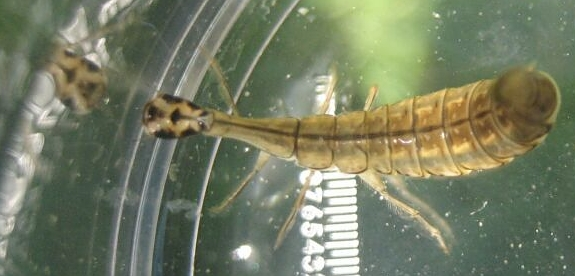
Larwa

Larwy mają ciało w zarysie wrzecionowate. Ubarwione są ogólnie jaśniej niż u toniaka bruzdkowanego, zwykle żółtawo lub złotooliwkowo, gdzieniegdzie z brunatnymi lub czarnymi przyciemnieniami. Długość ciała u larw pierwszego stadium wynosi od 13 do 15 mm, u drugiego stadium od 19 do 23 mm, a u trzeciego od 30 do 35 mm. Głowa jest mała, bardziej trójkątna i smuklejsza niż u toniaka bruzdkowanego. Warga dolna ma wyrostek bródki bardzo silnie, wyraźnie rozwidlony i dłuższy niż u toniaka bruzdkowanego. U drugiego i trzeciego stadium na wewnętrznej krawędzi żuwaczki znajduje się wypukłość lub ząbek z wyraźną kępką szczecin. Przedtułów jest wąski i wydłużony, nie zaś krępy jak u toniaka bruzdkowanego. Przysadki odwłokowe są krótkie i zaopatrzone w siedem szczecinek każda.

## Biologia i ekologia

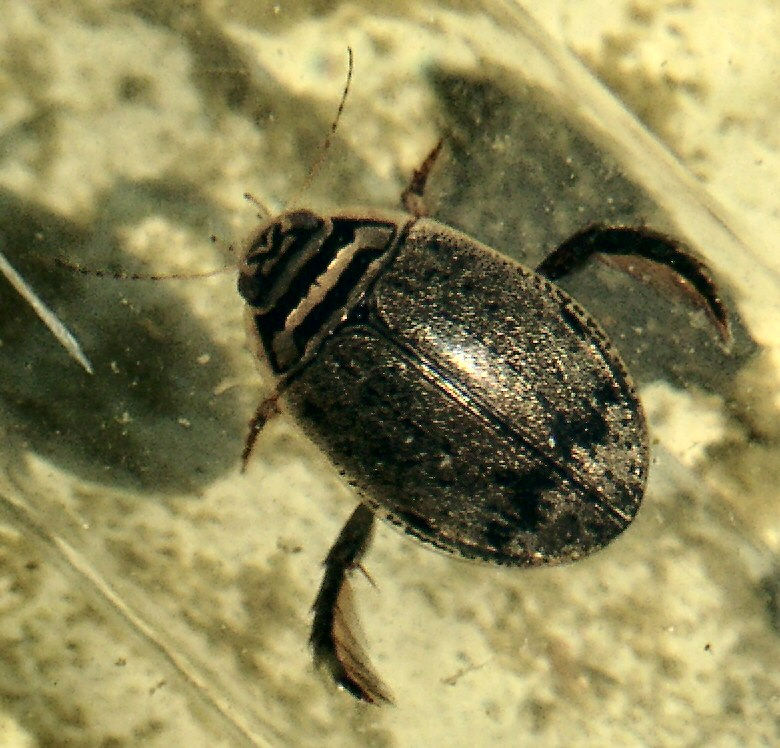
Samiec w wodzie

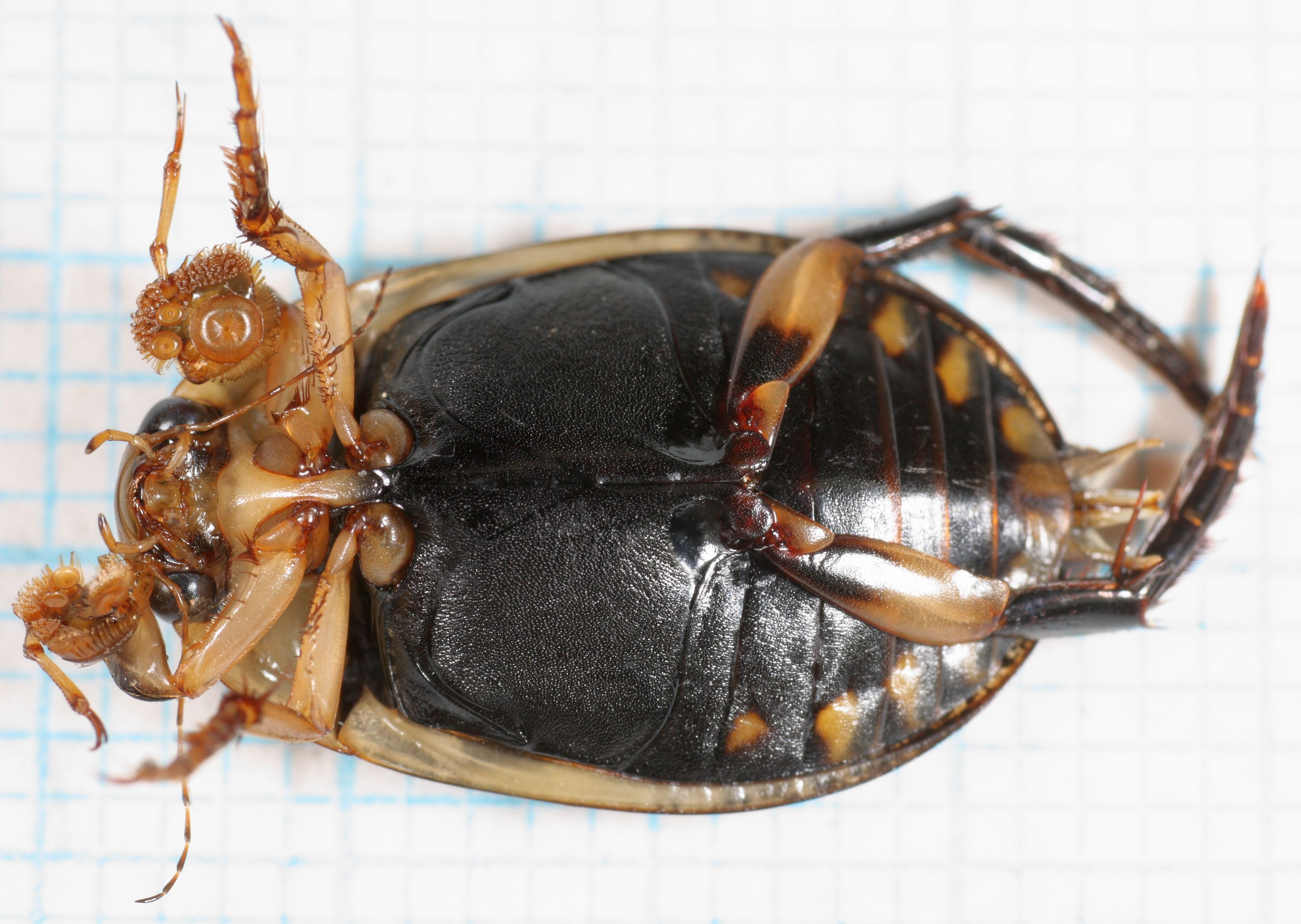
Samiec ma przednie łapy z przyssawkami

### Siedlisko
Zarówno larwy, jak i postacie dorosłe tego owada zasiedlają niewielkie zbiorniki wody stojącej, w tym jeziorka, stawy, glinianki, torfowiska, mokradła, okresowe kałuże i rozlewiska. Wyjątkowo pojawiają się w wodach płynących jak strumienie. Gatunek ten preferuje głębsze zbiorniki o podłożu piaszczystym lub gliniastym. Nie ma preferencji względem roślinności, bytując zarówno w wodach gęsto zarośniętych, jak i pozbawionych roślin. Liczny jest tylko w zbiornikach pozbawionych ryb. Występuje od poziomu morza do wysokości 1600 m n.p.m.

### Cykl rozwojowy i zachowanie
Postacie dorosłe zimują w wodzie, także pod pokrywą lodu. Okres rozrodczy przypada na wiosnę i początek lata. Postacie dorosłe są dobrymi lotnikami i w tym okresie rozlatują się po różnych zbiornikach celem rozmnażania. Na czas kopulacji samiec przyczepia się do grzbietu samicy przyssawkami na stopach. Budowa pokryw samicy ma mu za zadanie to utrudnić – samica w czasie kopulacji jest bardziej narażona na ataki drapieżników i w jej interesie jest by akt ten trwał jak najkrócej.
Samice składają jaja ponad powierzchnią wody, ale w jej pobliżu, wybierając wilgotne zakamarki kory martwych pni i gałęzi, kępy mchów i szczeliny pod kamieniami.
Larwy klują się po około tygodniu i wracają do wody. Ich rozwój trwa około miesiąca i w tym czasie przechodzą dwie wylinki. Dobrze pływają za pomocą szybkich i jednostajnych ruchów wszystkich odnóży. Potrafią też zawisać w toni wodnej na dowolnej głębokości. Oddychają powietrzem atmosferycznym. W przypadku zagrożenia potrafią gwałtownie sprężać i rozprężać ciało, wykonując skoki nad powierzchnią wody. Przepoczwarczają się na lądzie, zakopane w glebie. Stadium poczwarki trwa od 16 do 28 dni i kończy się przed zimą.

### Pokarm
Zarówno larwa jak i imago są drapieżnikami, jednak w inny sposób przyjmują pokarm. Dorosłe osobniki zjadają swoją ofiarę, zaś larwa zabija zdobycz długimi sierpowatymi żuwaczkami, po czym wtryskuje do niej własne płyny trawienne, by po krótkim czasie z powrotem je wsysać razem z wnętrznościami.
Początkowe stadia larwalne żerują głównie na planktonowych skorupiakach, w tym wioślarkach, widłonogach i małżoraczkach, a w przypadku ich braku na młodych larwach komarowatych. Starsze larwy i osobniki dorosłe polują na większe larwy komarowatych i ochotkowatych, larwy jętek i ważek równoskrzydłych. Dorosłe chrząszcze ponadto polują na skąposzczety, larwy ważek różnoskrzydłych i kijanki. Żywią się także skrzekiem oraz padłymi rybami i płazami.

## Rozprzestrzenienie
Gatunek palearktyczny. W Europie znany jest z Portugalii, Hiszpanii, Irlandii, Wielkiej Brytanii, Francji, Belgii, Holandii, Luksemburga, Niemiec, Szwajcarii, Liechtensteinu, Austrii, Włoch, Danii, Szwecji, Norwegii, Finlandii, Estonii, Litwy, Polski, Czech, Słowacji, Węgier, Białorusi, Ukrainy, Mołdawii, Rumunii, Bułgarii, Słowenii, Chorwacji, Bośni i Hercegowiny, Czarnogóry, Serbii, Albanii, Macedonii Północnej, Grecji i europejskiej części Rosji. W Afryce Północnej zamieszkuje Algierię. W Azji podawany jest z Turcji, Gruzji, Armenii, Azerbejdżanu, Iraku, Kazachstanu, Syberii i Rosyjskiego Dalekiego Wschodu z Sachalinem włącznie.